# Casey Jones (песня)
«Casey Jones» — песня американской рок-группы the Grateful Dead. Музыка была написана Джерри Гарсией, слова песни Робертом Хантером. В интервью 2015 года журналу Rolling Stone Хантер заявил: «"Casey Jones" не начиналась как песня, мне просто внезапно пришли в голову строчки: "driving that train, high on cocaine, Casey Jones, you better watch your speed". Я просто записал это и пошёл дальше заниматься своими делами, но через некоторое время спустя вернулся к ней снова и подумал: "Боже мой, а ведь это зачаток очень хорошей песни"». Песня была представлена на альбоме Grateful Dead 1970 года Workingman's Dead. Впоследствии она была включена во многие концертные альбомы.
The Grateful Dead исполняли "Casey Jones" на концертах на регулярной основе с июня 1969 года по октябрь 1974 года. После они продолжили исполнять её на концертах, но реже. В общей сложности они исполнили эту песню на концертах более 300 раз.
"Casey Jones" про машиниста локомотива, который находится на грани крушения, так как он едет слишком быстро, а спящий стрелочник и другой поезд идёт по тому же пути и направляется на него; a sleeping switch man, and another train being on the same track and headed for him. Джонс описан как "high on cocaine" (в песне два раза предостерегают Джонса "следить за скоростью"). Это песня была вдохновлена историей настоящего машиниста Кейси Джонса. О подвигах машиниста также поётся в более ранней фолк-песне под названием "The Ballad of Casey Jones", которую Grateful Dead исполняли несколько раз на своих концертах.
"Casey Jones" получила широкое радио-покрытие на радиостанциях таких жанров как: прогрессивный рок, album-oriented rock и классический рок на протяжении многих лет, and so is one of the Dead's songs that is more recognizable by non-Deadheads.
Песня была выпущена в качестве доступного для загрузки трека для игры Rock Band 4 марта 2008 года.

## Кавер-версии
- "Casey Jones" была исполнена Уорреном Зивоном и Дэвидом Линдли на альбоме различных исполнителей 1991 года Deadicated: A Tribute to the Grateful Dead.
- Песня была включена в Pickin' on the Grateful Dead: A Tribute блюграсс альбом песен Grateful Dead.
- Другая блюграсс версия песни появляется на альбоме 2008 года Rex (Live at the Fillmore) в исполнении Keller Williams, Keith Moseley и Jeff Austin.[5]
- Версия The Wailing Souls была включена в Volume 1 of the reggae Grateful Dead tribute album Fire on the Mountain.